# چووشی
چووِشی (انگلیسی: Chevauchée) یا شووِشی، واژه‌ای نظامی و اصالتاً فرانسوی است که معادل انگلیسی آن، «تازش سواره‌نظام» (شارژ سواره) است. چووشی یک روش هجومی — همچون شبیخون — به ویژه در دوران قرون وسطی، برای تضعیف دشمن بود. از تاکتیک چووشی عمدتاً برای اجرای «راهبرد زمین سوخته» و یا غارت سرزمین دشمن به منظور کاهش بهره‌وری یک منطقه، استفاده شایانی می‌گردید. علاوه بر جنگ محاصره‌ای، گاهی به عنوان یک حملهٔ تنبیهی (یا پیش‌دستانه) هم از آن استفاده می‌شد.